# Lucas Luhr
Lucas Luhr (Mülheim-Kärlich, 22 de julho de 1979) é um piloto alemão de corridas automobilísticas.

## Carreira

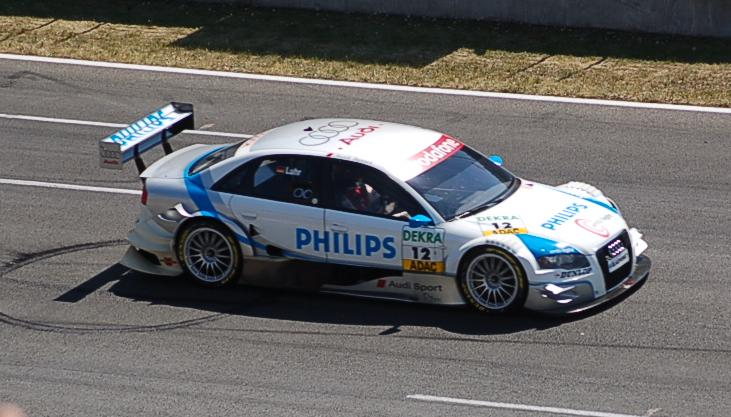
Carro de Luhr na DTM em 2007.

Iniciou a carreira em 1989, pilotando karts, sendo um dos mais representativos pilotos da modalidade em seu país. Sua estreia em monopostos deu-se em 1996, na Fórmula Ford local. Competiria ainda na Fórmula 3 alemã entre 1997 e 1998, sagrando-se campeão nesta última.
Desde 1999, Luhr dedica-se às categorias de protótipos, tendo participado de oito edições das 24 Horas de Le Mans, conquistando duas vitórias na classe GT, em 2002 e 2003, sendo um dos pilotos mais bem-sucedidos na modalidade - venceria ainda por seis vezes a American Le Mans Series (2002, 2003, 2006, 2008, 2012 e 2013), o FIA GT em 2004 e 2011, as 24 Horas de Daytona em 2001, as 24 Horas de Spa-Francorchamps de 2005, as 12 Horas de Sebring em 2000, 2001, 2002, 2003 e 2005, além da Petit Le Mans de 2002 e as 24 Horas de Nürburgring em 2006 e 2011.

### IndyCar Series
15 anos depois de sua última incursão nas categorias de monopostos, Luhr voltou a guiar um carro deste tipo na IndyCar Series. Em julho, o piloto alemão foi contratado para pilotar um segundo carro da equipe Sarah Fisher Hartman Racing, inscrito com o número #97. Ele disputou apenas a etapa de Sonoma, terminando em vigésimo-segundo lugar na prova e em trigésimo-sexto na classificação geral, com oito pontos.

## Links
- Site oficial de Lucas Luhr